# Bricinias
Bricinias (griego Brikiniai, latín Bricinniae) fue una pequeña ciudad de Sicilia que Tucídides menciona como una fortaleza (eruma) en territorio de Leontinos. En 422 a. C. fue ocupada por un grupo de exiliados de Leontinos, que lucharon contra los siracusanos. Después no vuelve a aparecer en la historia.